# René Lasserre (rugby)
 (novembre 2024).
Si vous disposez d'ouvrages ou d'articles de référence ou si vous connaissez des sites web de qualité traitant du thème abordé ici, merci de compléter l'article en donnant les références utiles à sa vérifiabilité et en les liant à la section « Notes et références ».
Pour les articles homonymes, voir René Lasserre et Lasserre.
Pas d'image ? Cliquez ici

a Compétitions nationales et continentales officielles uniquement.

René Lasserre, né le 25 février 1924 à Mont-de-Marsan (Landes) et mort le 4 décembre 2000 dans la même ville, est un joueur français de rugby à XV et de rugby à XIII dans les années 1940 à 1950.
René Lasserre commence sa carrière sportive dans le rugby à XV et dispute plusieurs saisons avec le Stade montois. Avec Jean Darrieussecq et Pierre Pascalin, il dispute et perd la finale du Championnat de France contre le Castres olympique en 1949.
Il change de code de rugby après cette finale et rejoint le Lyon XIII de Claude Devernois. Avec ce club, il remporte le Championnat de France : 1951 et dispute deux finales de  Coupe de France : 1950 et 1951 perdus avec Élie Brousse, François Montrucolis et Joseph Crespo. En 1951, il rejoint le Celtic de Paris disputant notamment une demi-finale de Coupe de France en 1953 avec Puig-Aubert.

## Palmarès

### Rugby à XV
- Collectif :
  - Finaliste du Championnat de France : 1949 (Mont-de-Marsan).

#### Statistiques en club
| Saison    | Saison        | Championnat           | Championnat               | Coupe | Coupe  |
| Saison    | Saison        | Comp.                 | Class.                    | Comp. | Class. |
| --------- | ------------- | --------------------- | ------------------------- | ----- | ------ |
| 1945-1946 | Stade montois |                       |                           |       |        |
| 1946-1947 | Stade montois | Championnat de France | 3e phase de qualification |       |        |
| 1947-1948 | Stade montois | Championnat de France | 1/8 finale                |       |        |
| 1948-1949 | Stade montois | Championnat de France | Finaliste                 |       |        |

### Rugby à XIII
- Collectif :
  - Vainqueur du Championnat de France : 1951 (Lyon).
  - Finaliste de la Coupe de France : 1950 et 1951 (Lyon).

#### Détails en club
| Saison    | Saison          | Championnat           | Championnat | Coupe           | Coupe      |
| Saison    | Saison          | Comp.                 | Class.      | Comp.           | Class.     |
| --------- | --------------- | --------------------- | ----------- | --------------- | ---------- |
| 1949-1950 | Lyon XIII       | Championnat de France | 1/2 finale  | Coupe de France | Finaliste  |
| 1950-1951 | Lyon XIII       | Championnat de France | Vainqueur   | Coupe de France | Finaliste  |
| 1951-1952 | Celtic de Paris | Championnat de France | 10e         | Coupe de France | 1/8 finale |
| 1952-1953 | Celtic de Paris | Championnat de France | 7e          | Coupe de France | 1/2 finale |
| 1953-1954 | Club forfait    |                       |             |                 |            |
| 1954-1955 | Celtic de Paris | Championnat de France | 11e         | Coupe de France | 1/8 finale |
| 1955-1956 | Celtic de Paris | Championnat de France | 13e         | Coupe de France | 1/8 finale |